# Anger (Rhein)
Die Anger, ehemals auch Angerbach, ist ein etwa 35,8 km langer rechtsrheinischer Zufluss zum Niederrhein, der in den beiden nordrhein-westfälischen Großstädten Düsseldorf und Duisburg verläuft.

## Namen
Die früheste bekannte urkundliche Erwähnung unter dem Namen Angero stammt aus dem Jahr 875. Der Name leitet sich wohl vom germanischen Wort *angra für 'wildgrünes Grasland' ab.

## Geographie

### Quellflüsse und Namensübertragungen
Oberhalb des Kalkwerks Flandersbach entspricht der heute amtlich als Anger bezeichnete Oberlauf nicht mehr dem hydrologisch und historisch korrekten Verlauf, wie Heimatforscher 2015 detailliert nachwiesen.
Die historische Quelle der Anger lag in Velbert in einem Quelltal namens „In den Fliethen“ nahe dem Kotten „Oberste Flieth“, dem Stammsitz der Familie Wodenbeck mit einst angebauter Buntmetallgießerei. In einem Wohnhaus des bachabwärts liegenden Gehöfts „Unterste Flieth“, im Felsenkeller des Hauses „Hausmann“, befand sich eine weitere Quelle. Dieser Quellfluss war mit einem Ursprung auf ca. 250 m ü. NHN der höchstgelegene und längste und somit hydrologisch gesehen der Hauptquellast der Anger. Am Angerhäuschen erreichte ein weiterer Quellfluss vom Bastersteich kommend das junge Gewässer. Im weiteren Verlauf bildete die Anger die historische Grenze zwischen der Honschaft Rützkausen und der Bauerschaft Große Höhe.
Im Jahr 1943 wurde etwa 2,5 km unterhalb der historischen Angerquelle ein Damm errichtet. Der dadurch entstandene Stausee diente als Sedimentationsbecken der Kalkwerke Wülfrath. Der Damm hat eine Kronenhöhe von 72 Metern und erzielte eine Stauhöhe von 237 m ü. NHN. Infolgedessen wurde das gesamte obere Angertal unter dem sich absetzenden Schlamm der Kalkwäsche begraben. Der 1,3 km² große Klärteich erhielt den Namen Eignerbach, dessen Herkunft nicht geklärt ist. Die historische Anger dagegen wurde aus den amtlichen Kartenwerken gelöscht. Sein durch das Sedimentationsbecken abgeschnittener Oberlauf wird heute als Fliethenbeeke geführt. Nach Einstellung der Sedimentation 1998 wurde das ehemalige Sedimentationsbecken renaturiert. Die Anger erhielt wieder einen durchgehenden Lauf.
Anstelle des historischen Quellasts wurde nach dem Bau des Sedimentationsbeckens der um 2 km kürzere Mühlenbach, ein ursprünglich linker Zulauf aus Wülfrath, häufig als Angerbach bezeichnet und so schließlich auch in die amtlichen Kartenwerke übernommen. Die auf nur 170 m ü. NHN gelegenen unterirdischen Zuflüsse zum Stadtteich in Wülfrath werden daher heute regelmäßig als Angerquelle bezeichnet.

### Verlauf

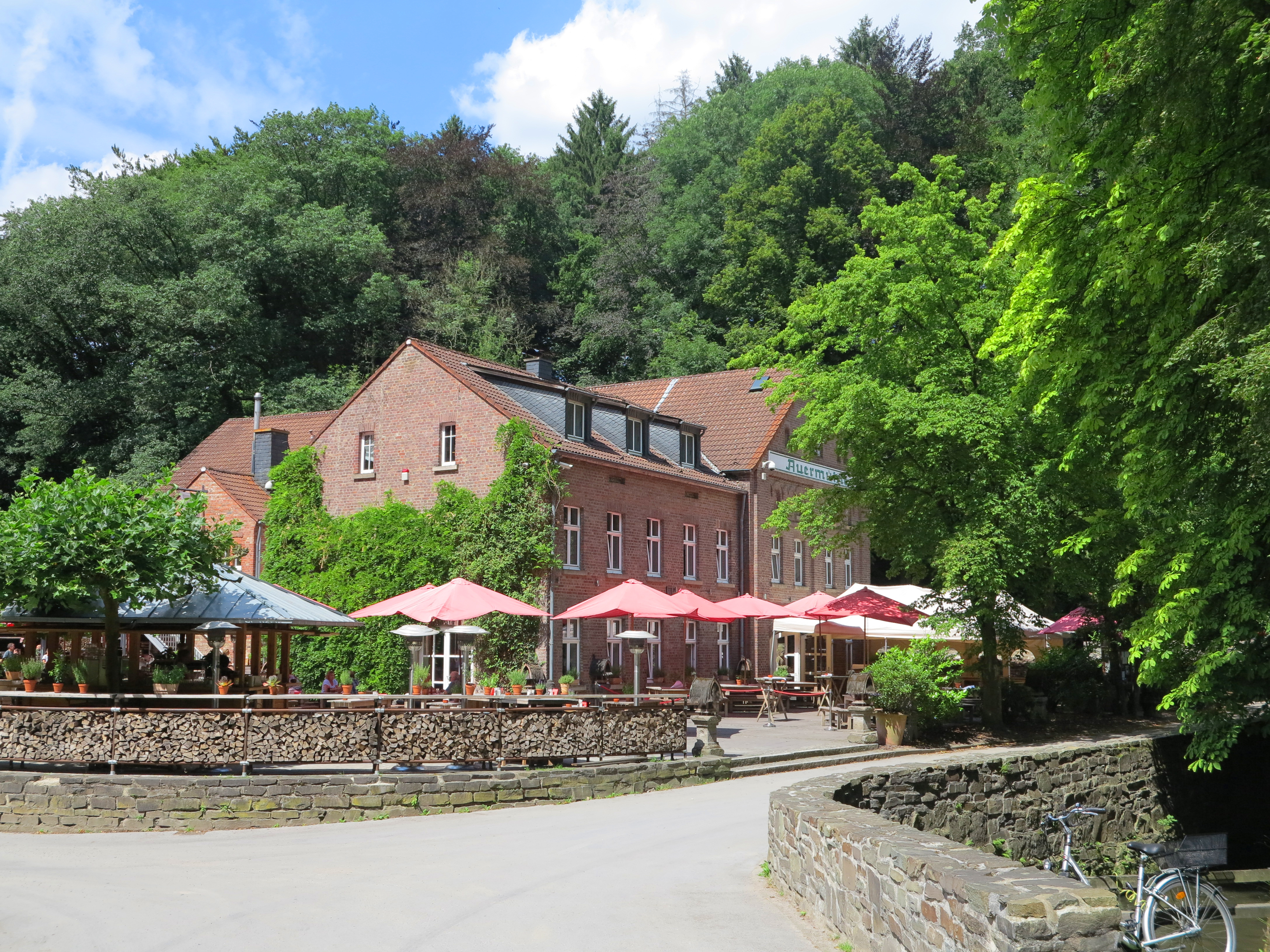
Die Auermühle im unteren Angertal

Nach dem Zusammentreffen des oben beschriebenen alten und des neuen Oberlaufs am Kalkwerk Flandersbach bei Wülfrath-Rohdenhaus fließt die Anger zunächst nach Westen durch das nach ihr benannte weitgehend unbesiedelte und autoverkehrsfreie Angertal, entlang der nur zum Kalktransport genutzten Angertalbahn. Neben Wülfraths Stadtteil Flandersbach berührt sie dabei das Stadtgebiet von Heiligenhaus und führt auch durch das Naturschutzgebiet Angertal.
Nach etwa 15 km Fluss durch das Angertal tritt sie in Ratingen aus dem Niederbergisch-Märkischen Hügelland in die Bergische Heideterrasse über und verläuft von dort an bis zur Mündung flacher.
Sie fließt weiter nach Westen durch den Poensgenpark, zwischen den Ratinger Stadtteilen Tiefenbroich und West hindurch und trifft bei der A 52 auf Düsseldorfer Gebiet, wo sie nach einigen hundert Metern nordwärts schwenkt und im weiteren Verlauf bis Angermund die Westgrenze des Hinkesforst bildet. Sie passiert Angermund und verläuft von dort nordwestlich vorbei an Schloss Heltorf, dessen Park sie für knapp 1,5 km durchläuft.
Nach dem Übertritt zu Duisburg verläuft sie noch etwa 4 km lang weitgehend kanalisiert in nordwestlicher Richtung bis zur Mündung in den Rhein am Haus Angerort.

## Hydrologie
Die Anger unterliegt einem strengen Hochwasserschutz, da sie ohne Regulierungsmaßnahmen weite Teile der Städte Ratingen, Duisburg und Düsseldorf gefährden könnte. Wesentlicher Teil der Regulierung bildet die Flussbifurkation oberhalb von Angermund. Bei Hochwasser wird der Anger-Entlastungsgraben gespeist, der Wasser in den Schwarzbach und mit Hilfe des Spaltwerks bei Kalkum über einen weiteren Entlastungsgraben und ein Hochwasserrückhaltebecken zum Kittelbach ableitet.

## Historische Bedeutung
Nach der Schlacht von Worringen im Jahr 1288 wurde im Friedensvertrag zwischen Adolf V. von Berg und dem Kölner Erzbischof Siegfried von Westerburg den Kölnern verboten, an der Anger Befestigungen oder Burgen anzulegen. Die heute noch zahlreichen Burgen, Rittergüter und Herrensitze zeugen womöglich von der Zeit des frühen Mittelalters. In Heiligenhaus liegt Gut Laubeck, in Ratingen liegen Haus Anger, Burg Gräfgenstein und die Wasserburg Haus zum Haus an der Anger, auf Düsseldorfer Gebiet Burg Angermund, Schloss Heltorf, Rittersitz Groß-Winkelhausen sowie auf Duisburger Gebiet Haus Böckum, Haus Remberg und Haus Angerort.
Weitere historische Gebäude und Tourismusziele sind in Ratingen die ehemalige Wassermühle Auermühle, die historische Textilfabrik Cromford und der Poensgenpark, auf Duisburger Gebiet Gut Kesselsberg, die Sandmühle, der Biegerhof und der ehemalige Medefurter Hof mit Mühle. Die historisch zu Groß-Winkelhausen gehörende Winkelhauser Ölmühle wurde Anfang 2014 abgerissen.
Das Gebiet um die untere Anger wird als Angerland bezeichnet und entspricht dem alten bergischen Amt Angermund, das den Norden des heutigen Kreises Mettmann, Kettwig, Teile der heutigen Stadt Mülheim an der Ruhr, die nördlichen Düsseldorfer Stadtteile und den größten Teil des heutigen Duisburger Stadtbezirks Duisburg-Süd umfasste. 1928 wurde das Amt Angermund aufgelöst und durch das Amt Angerland ersetzt, welches bis zur Kommunalen Neugliederung 1975 bestand.